# Tidsadverbial
Tidsadverbial är en satsdel (ett adverbial) som beskriver en tid för den i satsen uttryckta situationen. Det mest typiska är när någonting händer, exempelvis Hon åkte skridskor på kvällen där på kvällen är tidsadverbialet. Andra exempel:
Läkaren (subjekt) tog (predikat) en rast (direkt objekt) efter operationen (tidsadverbial).
Den sena prästen (subjekt) kom (predikat) först klockan nio (tidsadverbial).
Tidsadverbialet kan även finnas på fundamentplatsen i satsschemat.
I morgon (tidsadverbial) åker (predikat) vi (subjekt) till fjällen (rumsadverbial).
Andra närstående betydelser hos tidsadverbialet kan illustreras med följande exempel:
De latade sig länge / hela dagen / hela dagarna.
De badade ofta / varje dag.
Hon anländer snart / med det snaraste.
De grälade från morgon till kväll.
Så har det varit sedan i höstas.
Tidsadverbialet kan, som synes, utgöras av nominalfras, prepositionsfras eller adverb. I kasusspråk kan för nominalfrasen flera olika kasus komma till användning; latinet har sålunda en ablativus temporis, grekiskan en dativus temporis. Betydelsen "hur länge" uttrycks ofta med ackusativ; jfr ty. den ganzen Tag (hela dagen), tj. celou noc (hela natten).
Även en temporal bisats, inledd med en subjunktion, kan betecknas som ett tidsadverbial, till exempel Jag kommer när (så snart som) jag kan, De grälade tills vi bad dem sluta. Vissa icke-sententiella tidsadverbial kan härledas ur temporala bisatser; jfr under bönen - medan man bad. Avgränsningen till sättsadverbial kan vara något problematisk; jfr Han svarade genast (tidsadverbial) och Han svarade snabbt (sättsadverbial).
Tidsadverbialet är normalt "fritt", dvs inte betingat av predikatets valens. Undantag är adverbial vid verb av typen ske, hända, inträffa, vara, pågå, men även uppskjuta till. Satsen Nu var det 1914 innehåller två tidsuttryck: tidsadverbialet nu och (det egentliga) subjektet 1914. Även i konstruktioner med ordet tid(punkt) o. likn. som predikativ kan man finna tidsadverbialet transformerat till subjekt: Datumet för deras möte var 22 juni (= De möttes 22 juni), Examensmånad är maj. Det kan finnas "att" i en mening.